# Преступление тебе с рук не сойдёт
«Преступление тебе с рук не сойдёт» (англ. You Can't Get Away with Murder) — американский криминальный фильм режиссёра Льюиса Сейлера, который вышел на экраны в 1939 году.
Фильм рассказывает о молодом парне Джонни Стоуне (Билли Хэлоп), который связывается с мелким гангстером Фрэнком Уилсоном (Хамфри Богарт), участвуя вместе с ним в нескольких ограблениях. Во время одного из них гангстер убивает владельца ломбарда из оружия, которое Джонни похитил у Фреда, жениха своей сестры (Гейл Пейдж). Фреда приговаривают к смертной казни, однако Джонни, который вместе с Фрэнком оказался в той же тюрьме по другому делу, не говорит правду о том убийстве из страха перед запугавшим его Фрэнком. В конце концов, Фрэнк убивает Джонни во время неудачного побега, но перед смертью Джонни успевает разоблачить гангстера, спасая жизнь Фреду.
Критика обратила внимание на вторичность фильма по отношению ко многим тюремно-гангстерским картинам студии Warner Bros 1930-х годов, при этом постановка и актёрская игра были оценены достаточно высоко.

## Сюжет
В нью-йоркском районе Адская кухня продавщица крупного универмага Мэдж Стоун (Гейл Пейдж) возвращается после работы домой, встречая своего жениха Фреда Бёрка (Харви Стивенс), который работает охранником в том же универмаге. Фред сообщает ей, что ему предложили перевод в Бостон с повышением, куда нужно отбыть через три дня. Благодаря новой должности Фред получит прибавку к зарплате, и они смогут пожениться. Фред предлагает оформить брак ещё до переезда и взять с собой в Бостон Джонни, младшего брата Мэдж (Билли Хэлоп), который не может найти работу и связался с местным гангстером Фрэнком Уилсоном (Хамфри Богарт). В тот же день Фрэнк и Джонни угоняют машину и на ней совершают вооружённое ограбление автозаправочной станции. Их преследует полицейский на мотоцикле, однако им удаётся спрятаться в кустах и уйти от погони. Фрэнк делит с Джонни украденные деньги пополам, и Джонни с восхищением замечает, что это его самый большой заработок в жизни. Фред заходит в бильярдную, чтобы отвезти Джонни домой, и вынужден ударить того по щеке, так как, подстрекаемый Фрэнком, тот отказывается идти. Дома Мэдж с удивлением видит на Джонни новый дорогой костюм, предупреждая его от общения с преступником Фрэнком. Появляется Фред, который пытается помириться и сообщает, что купил билеты в Бостон на троих, где нашёл для Джонни работу, однако тот уходит из дома. Вечером во время встречи с Фрэнком Джонни показывает ему пистолет, который взял у Фрэда. Фрэнк забирает у него оружие и ведёт на новое дело. Они проникают в ломбард, требуя от его владельца вскрыть сейф с драгоценностями. Тот успевает нажать сигнализацию и оттолкнуть Фрэнка, после чего гангстер убивает торговца из оружия Фреда, которое бросает на месте преступления. Скрывшись в безопасном месте, Джонни просит Фрэнка вернуть ему револьвер Фреда. Фрэнк заявляет, чтобы Джонни забыл об этом револьвере, который является единственной уликой, связывающей их с убийством. Если они промолчат, то подозрение падёт на Фреда, однако у него алиби, и его отпустят. Затем Фрэнк предупреждает Джонни, что теперь они повязаны убийством, как «сиамские близнецы», и требует залечь на дно и молчать, в противном случае угрожая убийством. Вернувшись домой, Джонни видит, как Мэдж строит планы их жизни в Бостоне. В этот момент появляются копы, которые арестовывают Джонни по подозрению в ограблении автозаправочной станции, где были обнаружены отпечатки пальцев его и Фрэнка.
Фрэнка и Джонни осуждают и направляют для отбытия наказания в тюрьму Синг-Синг. Через некоторое время туда же направляют и Фреда, который был обвинён в убийстве владельца ломбарда. Суд не поверил в его алиби и приговорил к смертной казни. Во время свидания Мэдж просит Джонни выяснить через своих знакомых в Адской кухне, кто мог украсть оружие Фреда, так как убеждена в том, что её жених не мог совершить преступление. Джонни просит у Фрэнка совета, как спасти Фреда, на что гангстер предлагает надеяться на апелляцию, и обещает со всем разобраться. Когда привозят Фреда, Джонни бросается к нему, и, чтобы сдержать его, Фрэнки даёт ему по физиономии. Заметивший это надзиратель подозревает, что между двумя бывшими сообщниками назревает конфликт, и переводит Джонни с обувной фабрики на работу в библиотеку под начало пожилого мудрого заключённого по имени Поп (Генри Трэверс). Джонни ожидает, что апелляция снимет с Фреда обвинения, не зная о том, что в своё время Фрэнк подбросил Фреду краденные в ломбарде вещи, которые проходят доказательством по делу. Тем временем матёрый уголовник Том Скарппа (Гарольд Хубер) готовит побег, предлагая Фрэнку в ближайшую пятницу бежать вместе с собой. Вскоре приходит сообщение, что апелляцию до делу Фреда отклонили, и на пятницу ему назначают дату приведения приговора в исполнение. Мэдж, которая убеждена, что сам Джонни не виновен, но что-то знает, умоляет его всё рассказать, однако тот молчит. Приводят Фреда, однако Джонни продолжает молчать. Затем появляются окружной прокурор (Герберт Роулинсон) и адвокат Фреда, мистер Кейри (Джон Лител), который различными способами пытается убедить Джонни заговорить, обещая ему защиту от Фрэнка, однако тот заявляет, что не знал про оружие Фреда и никогда его не видел. В конце концов адвокат заявляет, что это Джонни украл оружие и совершил убийство, и требует его сознаться, после чего Джонни замолкает окончательно. Даже несмотря на слова Мэдж, что своими показаниями он убивает Фреда, Джонни продолжает молчать, и его уводят. Ввиду отсутствия новых улик прокурор отказывается пересматривать дело.
В тюремном дворе Скарппа сообщает Фрэнку, что раздобыл три револьвера и предлагает бежать втроём. Увидев рыдающего после допроса Джонни, Фрэнк опасается, что тот не выдержит и всё расскажет, и потому уговаривает его бежать вместе с ними. За четыре часа до казни Мэдж получает последнее свидание с Фредом, который просит её спокойно всё перенести и думать о своём будущем. Тем временем в библиотеке Джонни набрасывается с кулаками на одного из заключённых, который пошутил по поводу того, что сегодня будут приводить в исполнение смертные приговоры. Поп разнимает драку и успокаивает Джонни, призывая его снять с души камень и выбрать правильный путь в жизни. Джонни грубо отвечает Попу, после чего тому становится плохо. Джонни лезет за лекарствами, но умышленно разбивает пузырёк, отправляя Попа к врачу. В этот момент появляется Фрэнк для обсуждения деталей побега. Затем вернувшийся Поп предпринимает ещё одну попытку уговорить Джонни сказать правду, убеждая его, что тому придётся жить с этим грехом всю оставшуюся жизнь. Вскоре заключённых разводят по камерам, где Джонни после мучительных страданий пишет записку Попу, сообщая, что это Фрэнк застрелил владельца ломбарда из украденного им револьвера. Когда ещё один заключённый Рэд (Джо Сойер) получает извещение, что его апелляция об условно-досрочном освобождении отклонена, и ему предстоит провести ещё десять лет в тюрьме, он уговаривает Скарппу взять его с собой. Когда заключённых ведут на церковную службу, Джонни подбрасывает записку в камеру Попа, которого после сердечного приступа оставили спать в камере. Фрэнк замечает это, и, проходя мимо, достаёт записку, забирая её себе. Прочитав записку, Фрэнк решает убить Джонни во время побега. Тем временем начальник тюрьмы получает телеграмму от губернатора, который не видит оснований для отмены смертной казни Фреда. Когда заключённые возвращаются со службы, Скарппа, Фрэнк и Рэд достают оружие и нейтрализуют двух надзирателей, после чего, забрав у них ключи, пятеро беглецов выходят во двор и пытаются перебраться через тюремную стену. Перебросив верёвку, первый из них перелезает через стену, однако когда лезет Скарппа, он роняет револьвер, который производит самопроизвольный выстрел. Надзиратели на вышке замечают беглецов и открывают автоматный огонь, на месте убивая троих, однако Фрэнку и Джонни удаётся спрятаться в металлическом товарном вагоне, который стоит поблизости. Когда его окружают вооружённые надзиратели, Фрэнк незаметно делает несколько выстрелов в их направлении, провоцируя ответный огонь. Затем он показывает Джонни найденную записку, обвиняя его в предательстве, после чего убивает Джонни и подбрасывает ему револьвер. Когда в вагон заходят надзиратели, Фрэнк заявляет, что он безоружен, а огонь вёл Джонни. Однако смертельно раненный Джонни успевает сказать, что это Фрэнк убил владельца ломбарда и сейчас застрелил его, а Фред ни в чём не виноват. В больнице Джонни просит у Фреда и Мэдж прощения, после чего умирает.

## В ролях
- Хамфри Богарт — Фрэнк Уилсон
- Гейл Пейдж — Мэдж Стоун
- Билли Хэлоп — Джонни Стоун
- Джон Лител — адвокат Кэйри
- Генри Трэверс — Поп
- Харви Стивенс — Фред Бёрк
- Гарольд Хубер — Том Скарппа
- Джо Сойер — Ред
- Джо Даунинг — Смитти
- Джордж Э. Стоун — Тоуд
- Джо Кинг — главный надзиратель
- Джозеф Крехан — начальник тюрьмы
- Джон Риджли — служащий на заправочной станции
- Герберт Роулинсон — окружной прокурор
- Эмори Парнелл — второй детектив
- Эдди «Рочестер» Андерсон — Сэм (в титрах не указан)

## История создания фильма
Как отметил историк кино Джон М. Миллер, «к концу 1930-х годов кинозрители наверное заметили, что на сборочном конвейере криминальных и гангстерских фильмов Warner Bros появились повторы». Действительно, в 1938 году вышла лента «Криминальная школа», в которой парень из трущоб (которого играет Билли Хэлоп) несмотря на сопротивление своей старшей сестры (Гейл Пейдж) ввязывается в преступную деятельность крутых парней из своего квартала. Его вместе с бандой направляют в исправительную школу, где он страдает от коррумпированной администрации, пока заместитель комиссара (Хамфри Богарт) не берётся за реформирование школы. Фильм «Криминальная школа» поставил Льюис Сейлер, который год спустя поставил эту картину, вновь соединив Хэлопа и Пейдж в ролях брата и сестры. Однако, по словам Миллера, «на этот раз ставки повышены, и Хэлоп теперь достаточно взрослый, чтобы оказаться в федеральной тюрьме, а Богарт играет роль, которую публика ожидала от него в 1939 году — гангстера, который оказывает на парня разлагающее влияние».
Фильм поставлен по пьесе начальника тюрьмы Синг-Синг Льюиса Е. Лоуза, по произведениям которого в период с 1932 по 1940 год студия Warner Bros. произвела в общей сложности пять картин.
По мнению Миллера, «к 1939 году в кинокарьере Хамфри Богарта наступил застой». Как отметил рецензент журнала TV Guide, за три года между «Тупиком» (1937) и «Высокой Сьеррой» (1940) Богарт сыграл в 18 фильмах. «В одиннадцати из них он сыграл гангстера и в девяти умер в конце. Он делает и то, и другое и в этом фильме, в финале отправляясь на электрический стул». Как написал киновед Пол Мэвис, после этого фильма Богарту «потребуется ещё два года упорной работы на ролях в фильмах категории В, прежде чем в 1941 году он получит мощные главные роли в фильмах „Высокая Сьерра“ и „Мальтийский сокол“, которые положат начало его неуклонному подъёму в ряды крупнейших звёзд Голливуда. Именно тогда возникнет Богарт, которого мы знаем лучше всего — ранимый, циничный, романтичный антигерой, который скрывает свой идеализм глубоко внутри себя».
Как отмечает Миллер, «Билли Хэлоп был естественным выбором на роль Джонни, парня, которого развращает сладкоречивый гангстер Фрэнк Уилсон». До того, как начать кинокарьеру, Хэлоп уже был высокооплачиваемым актёром-ребёнком на радио, а в 1936 году он стал первым актёром, который был приглашён в бродвейское шоу «Тупик», где получал оплату выше, чем другие юные артисты, исполнявшие роли членов уличной компании Ребята из Тупика. В 1937 году кинопродюсер Сэм Голдвин доставил Хэлопа в Голливуд для съёмок в киноверсии пьесы. В фильме «Тупик» Хэлоп впервые сыграл вместе с Богартом, исполнившим роль гангстера, которым восхищались Ребята из Тупика, в том числе и персонаж Хэлопа. В 1938 году Хэлоп и Богарт вновь встретились на съёмочной площадке в фильме «Ангелы с грязными лицами». После таких успешных картин на Warner Bros, как «Тупик» и «Ангелы с грязными лицами», казалось, что перед Хэлопом открывались большие перспективы, однако «он так и застрял на роли главаря уличной компании». Когда в 1940 году после семи фильмов студия Warner Bros закрыла проект с Ребятами из Тупика, Хэлоп стал главарём подростковой банды в фильме студии RKO «Школьные дни Тома Брауна» (1940), а затем «осел на Universal Pictures, играя главаря шайки Маленькие крутые парни» в 1941—1943 годах. После службы в армии во время Второй мировой войны Хэлоп вернулся в кино, однако продолжал получать роли молодых преступников, и в конце концов, его карьера исчерпала себя. Как написали Дэвид Хейс и Брент Уолкер в книге «Фильмы Ребят из Бауэри» «…страдания из-за отсутствия работы привели Хэлопа к проблемам с алкоголем, психическому срыву и попытке самоубийства». Хотя он продолжал играть незначительные роли и на протяжении 1950-60-х годов, фактически свою последнюю значимую роль он сыграл в фильме «Опасные годы» в 1947 году.

## Оценка фильма критикой
По словам современного историка кино Пола Мэвиса, фильм получил «далеко не лестные отзывы как тогда, так и сейчас». Как отметил Миллер, в своей рецензии в «Нью-Йорк Таймс» Фрэнк Ньюджент «повеселился над тем фактом, что к 1939 году Warner Bros. сделала такую длинную серию тюремных картин». Ньюджент, в частности, написал, что «в последние годы убийство, в особенности, для Warner Bros, стало прибыльным делом: рассказывают, что статисты на съёмочной площадке студии едва успевают вдохнуть воздух свободы, переходя из одной тюремной картины в другую. А некоторые наиболее ценные актёры студии, такие как Хамфри Богарт, Билли Хэлоп и Джон Лител провели значительную часть своих пятилетних контрактов словно пятилетние тюремные приговоры. По крайней мере, самим актёрам так порой могло показаться. И, конечно, нет никакого смысла делать вид, будто этот фильм не относится к числу тех самых мелодрам из камеры смертников, когда в последней сцене начальник тюрьмы произносит ударную фразу: „Свяжите меня с губернатором“». Как далее отмечает Ньюджент, что касается Хэлопа, который имел все шансы стать «кандидатом на титул врага общества № 1», за несколько лет на наших глазах он «исправлялся столь часто, что мы уже начали думать, что он просто слабак. В одном однако Билли наконец достиг статуса мужчины: теперь его вместо исправительной школы направляют во взрослую тюрьму».
Рецензент журнала TV Guide оценил картину, как «незапоминающийся гангстерский фильм» и «едва ли самый запоминающийся фильм в карьере Богарта», который однако «хорошо сделан в обычном для Warner Bros профессиональном ключе». В картине занят «обычный состав контрактных актёров Warner, но есть и пара хорошо сыгранных ролей, особенно, Джорджем Е. Стоуном и Генри Трэверсом». Хэлоп также хорош в очередной своей роли малолетнего преступника с золотым сердцем, которую он впервые сыграл в «Тупике», и которую был вынужден повторять в бесчисленных фильмах про Ребят из Тупика или Мальчиков из Бауэри. Самое же главное, по мнению рецензента, заключается в том, что «Богарт играет свою обычную роль крутого гангстера в своей обычной крутой манере, и это всегда достойно просмотра».
Пол Мэвис назвал картину «эмоциональной, хорошо сыгранной гангстерско-тюремной комбинацией, которая была снята на характерных убогих улицах съёмочного павильона Warner Bros». По словам критика, «как и многие аналогичные картины студии того времени, она быстрая, увлекательная и порой даёт зрителю почву для размышлений». Отметив «уверенный, сверхпрофессиональный фабричный способ студийного кинопроизводства», критик далее пишет, что «любой, кто вырос на криминальных фильмах Warner Bros, немедленно узнает особенности стиля студии — это быстрый, стремительный монтаж (в сопровождении ревущих, драматических музыкальных фраз), актуальные для того времени разговоры и слэнг, выразительное контрастное освещение, грязные реалистические декорации, а также угроза неожиданного насилия, закипающего под покровом острой социальной темы». Как пишет Мэвис, «никто не делал такие фильмы лучше, чем Warner Bros». По его словам, рамкам этих быстрых, увлекательных фильмов идеально соответствовал созданный Богартом «опасный и отвратительный образ жестокого, аморального убийцы». Однако, по словам киноведа, сегодня этот фильм «не так хорошо известен, как некоторые другие гангстерские фильмы Богарта», он «редко, если вообще когда-либо упоминается как значимая картина Богарта, а также как важный пример гангстерского или тюремного жанра». Киновед Сандра Бреннан также полагает, что «этот фильм не относится к числу лучших у Богарта».